# Dysschema damon
Dysschema damon är en fjärilsart som beskrevs av Druce 1894. Dysschema damon ingår i släktet Dysschema och familjen björnspinnare. Inga underarter finns listade i Catalogue of Life.